# Malaconida
Malaconida is een geslacht van kevers uit de familie bladkevers (Chrysomelidae).
De wetenschappelijke naam van het geslacht werd in 1886 gepubliceerd door Léon Marc Herminie Fairmaire.

## Soorten
- Malaconida aurantiaca (Fairmaire, 1902)
- Malaconida indecora Fairmaire, 1886
- Malaconida madagascariensis (Duvivier, 1891)
- Malaconida sambiranensis Bechyne, 1957